# Джамброун, Шон
Шон Джамброун (англ. Sean Giambrone; род. 30 мая 1999) — американский актёр. Известен по роли Адама Голдбрга в ситкоме «Голдберги» и Рона Так-Себе в полнометражном фильме «Ким Пять-с-плюсом» на канале Дисней.

## Биография
Шон родился в Сент-Джозефе (Мичиган) в итальяно-немецкой семье и вырос в Парк-Ридж, штат Иллинойс, где он учился в средней школе Линкольн и средней школе штата Мэн-Саут. С 2019 года он живёт в Лос-Анджелесе, но часто посещает Парк-Ридж.

## Карьера
Он начал сниматься в возрасте 9 лет в рекламных роликах для Макдоналдс. В сентябре 2013 года Джамброун получил роль Адама Голдберга, младшего ребёнка семьи Голдберг в сериале «Голдберги». Также озвучивал Джеффа Рэнделла в мультсериале «Кларенс» и терьера Расселла в фильме «Безумие Рассела».

## Фильмография
| Год       |    | Русское название                 | Оригинальное название                              | Роль                          |
| --------- | -- | -------------------------------- | -------------------------------------------------- | ----------------------------- |
| 2012      | ф  | Я, папа и собака                 | I Heart Shakey                                     | третий ребёнок                |
| 2013—2020 | с  | Голдберги                        | The Goldbergs                                      | Адам Голдберг                 |
| 2013—2018 | мс | Кларенс                          | Clarence                                           | Джеффри «Джефф» Рэнделл       |
| 2014      | с  | Р. Л. Стайн: Время призраков     | R. L. Stine’s The Haunting Hour                    | Шон Дейли                     |
| 2015      | ф  | Безумие Расселла                 | Russell Madness                                    | Расселл                       |
| 2015      | тф | —                                | Mark & Russell’s Wild Ride                         | Расселл                       |
| 2017      | мф | Эмоджи фильм                     | The Emoji Movie                                    | Трэвис                        |
| 2018      | мс | Время приключений                | Adventure Time                                     | Шерми                         |
| 2018      | мс | Леди Баг и Супер-Кот             | Miraculous : Les Aventures de Ladybug et Chat Noir | Роаар                         |
| 2018      | мф | Ральф против интернета           | Ralph Breaks the Internet                          | eBoy                          |
| 2018—2020 | мс | Город героев: Новая история      | Big Hero 6: The Series                             | Ричардсон Моул                |
| 2019      | тф | Ким Пять-с-плюсом                | Kim Possible                                       | Рон Так-себе                  |
| 2019      | мф | Тайная жизнь домашних животных 2 | The Secret Life of Pets 2                          | Коттон                        |
| 2019      | мс | Рапунцель: Новая история         | Tangled: The Series                                | Юджин в подростковом возрасте |
| 2019—2020 | мс | Харли Квинн                      | Harley Quinn                                       | Джошуа                        |
| 2019—2020 | мс | Мой шумный дом                   | The Loud House                                     | Бенни / миссис Эпплблоссом    |
| 2020      | мс | Лагерь мелового периода          | Camp Cretaceous                                    | Бен Пинкус                    |
| 2020—2021 | мс | Солнечные противоположности      | Solar Opposites                                    | Юмьюлак                       |